# Paoli (Pennsylvania)
|  | Dieser Artikel wurde aufgrund von inhaltlichen Mängeln auf der Qualitätssicherungsseite des Projektes USA eingetragen. Hilf mit, die Qualität dieses Artikels auf ein akzeptables Niveau zu bringen, und beteilige dich an der Diskussion! Eine nähere Beschreibung der zu behebenden Mängel fehlt. |

Paoli ist ein Census-designated place im Chester County des US-amerikanischen Bundesstaates Pennsylvania. Das U.S. Census Bureau hat bei der Volkszählung 2020 eine Einwohnerzahl von 6.002 ermittelt.
Der Name des Ortes ist auf ein Wirtshaus zurückzuführen, das nach dem korsischen Freiheitskämpfer Pascal Paoli benannt war.
Der Elektronik-Hersteller Ametek und die Suchmaschine DuckDuckGo haben ihren Hauptsitz in Paoli.